# Steffen Reiche
Steffen Reiche, né le 27 juin 1960 à Potsdam, est un pasteur de l'Église protestante en Allemagne et un homme politique allemand. Il est cofondateur du Parti social-démocrate de RDA en 1989, ministre du Brandebourg de 1994 à 2004, et député du parti social-démocrate au Bundestag de 2005 à 2009. 

## Biographie
Steffen Reiche passe son abitur en 1979, puis fait ses études à la faculté de théologie de l'Église protestante à Berlin-Est. Il termine ses études en 1988 et est nommé pasteur à Christinendorf. 

### Carrière politique
Steffen Reiche est cofondateur du Parti social-démocrate d'Allemagne de l'Est en 1989, avec une dizaine de pasteurs, notamment Markus Meckel et Martin Gutzeit (de), au cours du processus de changement social et politique (Die Wende) qui a conduit à la réunification de l'Allemagne en 1990. Il est membre du comité exécutif du parti et élu de la première Chambre du peuple de l'Allemagne de l'Est, lors des premières élections libres en mars 1990, jusqu'à la réunification allemande le 3 octobre 1990. 
Après la fusion du SDP est-allemand avec le SPD d'Allemagne de l’Ouest, Reiche prend la présidence du SPD du Brandebourg. De 1990 jusqu'à sa démission en 2005, il est membre du Landtag de Brandebourg. 
Il est ministre du land de Brandebourg de 1994 à 2004, comme ministre de la Science, de la Recherche et de la Culture de 1994 à 1999 et au ministère de l’Éducation, de la Jeunesse et des Sports de 1999 à 2004.
De 2005 à 2009, Reiche est membre du Parlement allemand, le Bundestag, représentant Cottbus — Spree-Neisse. Il a également été membre du conseil du groupe parlementaire du SPD.
Après avoir quitté la vie politique, il travaille à nouveau en tant que pasteur de l’Église protestante allemande à Berlin.